# Полушниковые (порядок)
Полу́шниковые, или Изо́этовые, или Ши́лицевые (лат. Isoëtáles), — порядок высших споровых растений, один из двух не вымерших порядков класса Полушниковидные. Расцвет порядка пришёлся на поздний каменноугольный период.

## Описание
Полушниковые — большей частью травянистые растения (среди ископаемых видов известны немногочисленные деревья), разноспоровые (дифференцированы мегаспоры и микроспоры). В основании листьев имеется лигула — характерный для этих плауновидных признак.
Для рода Полушник характерен короткий утолщённый стебель с многочисленными спиралевидно расходящимися от нижней поверхности стебля корнями. Листья в тесной розетке на верхушке стебля, с лигулами. Микро- и мегаспоры образуются на одном растении.
Одно из наиболее древних растений, предположительно родственных полушниковым — Clevelandodendron, обнаруженный в верхнедевонских отложениях Огайо. Почти целый экземпляр — неветвящееся моноподиальное растение 1,25 м в высоту, на верхушке со стробилом, содержащим два типа спорангиев.

## Систематика
По информации базы данных The Plant List (на июль 2016) семейство Полушниковые (Isoëtaceae) включает 4 рода и 93 вида:
- Calamaria, включает 7 видов
- Cephaloceraton, монотипный род, представитель:

- Cephaloceraton histrix (Bory & Durieu) Gennari

- Isoetella, монотипный род, представитель:

- Isoetella duriei (Bory) Gennari

- Isoetes — Полушник, или Изоэт, включает 84 вида

По другим данным семейство монотипно и включает род Полушник:
- Isoëtaceae Dumort., 1829 — Полушниковые
  - Isoëtes L., 1753 — Полушник, или Изоэт
    - [syn.  Stylites Amstutz, 1957 — Стилитес]

### Ископаемые представители
К порядку могут быть отнесены многочисленные остатки растений, обнаруживаемые в отложениях начиная с поздней девонской эпохи. Многие из них занимают промежуточное положение между полушниковыми и лепидодендровыми, плевромейевыми (на этом основании эти порядки часто не выделяются). Наиболее известные роды вымерших полушниковых:
- † Leptophloeum Dawson, 1862
- † Nathorstiana P.B.Richt., 1909 — Натгорстиана
- † Pleuromeia Corda, 1852 — Плевромейя